# 共犯 (2014年電影)
《共犯》，是一部於2014年上映的台灣校園犯罪懸疑電影。原著小說入圍明基友達文教基金會第二屆BenQ華文世界電影小說獎複選，原著劇本獲得台北市電影委員會第四屆「拍台北」電影劇本徵選活動銀劇本獎，並被評為「其青春與死亡的對照鮮明少見」。
出品公司包括得藝國際媒體股份有限公司、澤東電影有限公司、香港商亞太星空傳媒有限公司臺灣分公司 (福斯國際電視網)、臺北影業股份有限公司、臺灣文創一號股份有限公司、阿榮企業有限公司、相信音樂國際股份有限公司。

## 劇情
一如往常的上學日，不尋常的意外改變了命運，在彼此相互隱瞞的秘密中，他們成為了「共犯」— 獨行俠黃立淮（巫建和 飾）、壞學生葉一凱（鄭開元 飾）以及模範生林永群（鄧育凱 飾），三位性格迥異且原本沒有交集的同校高中少年，因緣際會下相識，聯繫他們的共同點，是一起在上學途中目擊了女學生夏薇喬（姚愛寗 飾）的意外死亡事件！
為了探查夏薇喬的死因，他們三人組織了一個祕密組織，一同展開調查行動；結果，一場突如其來的意外，卻永遠改變了他們的命運與過往生活！
因為要維繫彼此之間的友誼，有人私自隱藏了祕密，有人被罪惡感糾纏，有人竟淪為全校公敵，三人的共犯結構逐漸開始崩裂...
這些學生典型各異，有狀似高傲的富家女、有成天被霸凌的瘦弱男、聰明的高材生、全校知名的混混問題學生，還有看似平凡的學姊以及天真著查案的妹妹… 然而這幾個孩子都有一個共同的特質，那就是「他們都寂寞」。

## 電影歌曲
| 曲別   | 歌曲名稱             | 作詞     | 作曲               | 演唱者         | 備註                                                                                            |
| 插曲   | Once The Night Comes | Tim Carr | 嚴爵               | JiaJia家家     | 〈Once The Night Comes〉MV首播官方完整版YouTube網觀看影片點閱率至2014年10月1日止已突破62634人次 |
| 片尾曲 | 孤獨                 | 陳沒     | 阪井一生、百田留衣 | flumpool凡人譜 | 〈孤獨 〉MV首播官方完整版YouTube網觀看影片點閱率至2014年10月1日止已突破33657人次                |

## 演員
| 演員名稱 | 角色名稱        |
| -------- | --------------- |
| 巫建和   | 黃立淮          |
| 鄧育凱   | 林永群          |
| 鄭開元   | 葉一凱          |
| 柯佳嬿   | 輔導老師        |
| 李烈     | 薇喬媽          |
| 黃鐙輝   | 警察            |
|          | 朱靜怡          |
| 姚愛寗   | 夏薇喬          |
| 梁赫群   | 訓導主任        |
| 洪于晴   | 黃詠臻          |
| 黃采儀   | 黃立淮&黃詠臻媽 |
| 陳綺貞   | 歌手            |
| 詹慶齡   | 主播            |
| 宋柏緯   | 瑞騰            |

## 花絮
電影裡畫龍點睛的表演樂團、新聞主播，也是由在現實中具備相同身份的知名創作音樂團體「The Verse」（陳綺貞、鍾成虎、陳建騏）、新聞主播詹慶齡所特別客串，他們同時也都是第一次在大銀幕初登場，3人一起在片中飾演自己，登台演唱電影插曲《快速動眼》！不過，在台北電影節放映過的第1版電影，曾在片尾選用「The Verse」（陳綺貞、鍾成虎、陳建騏）另1首歌《52赫茲》，在院線正式上映版本已刪除。
此外，電影插曲「Once the night comes」，則是由音樂創作才子嚴爵為本片特別量身打造，並由靈魂歌姬家家所演唱；電影片尾曲「孤獨」，更是請來日本超人氣國民樂團flumpool（凡人譜），替本片親自翻唱中文版，豐富了全片充滿空靈又懸疑的氣氛，同時也開創華語電影台日合作的新模式！

## 獎項及提名
| 獎項 / 電影節                           | 類別             | 名字 / 單元 | 結果 |
| --------------------------------------- | ---------------- | ----------- | ---- |
| 2014年 台北電影節                       |                  |             |      |
| 國際青年導演競賽                        | 導演：張榮吉     | 提名        |      |
| 台北電影獎                              |                  | 提名        |      |
| 影展                                    | 開幕片           |             |      |
| 2014年 香港夏日國際電影節               |                  |             |      |
| 影展                                    | 閉幕片           |             |      |
| 2014年 多倫多國際影展                   |                  |             |      |
| 影展                                    | 當代電影世界單元 |             |      |
| 2014年 釜山國際影展                     |                  |             |      |
| 影展                                    | 亞洲之窗單元     |             |      |
| 2014年 美國 夏威夷影展                  |                  |             |      |
| 影展                                    | 台灣電影焦點     |             |      |
| 2014年 英國WEST WINDS FILM FESTIVAL     |                  |             |      |
| 影展                                    |                  |             |      |
| 2014年 東京國際電影節                   |                  |             |      |
| 影展                                    | 世界焦點         |             |      |
| 2014年 瑞典 斯德哥爾摩影展              |                  |             |      |
| 影展                                    |                  |             |      |
| 2014年 捷克布拉格 東亞映画亞洲影展      |                  |             |      |
| 影展                                    |                  |             |      |
| 2015年 美國 聖塔芭芭拉影展              |                  |             |      |
| 影展                                    |                  |             |      |
| 2015年 美國 邁阿密國際影展              |                  |             |      |
| 影展                                    |                  |             |      |
| 2015年 美國 舊金山亞裔電影節(CAAM Fest) |                  |             |      |
| 影展                                    |                  |             |      |
| 2015年 加拿大 多倫多Next New Wave影展   |                  |             |      |
| 影展                                    |                  |             |      |
| 2015年 澳洲 國際華語電影節              |                  |             |      |
| 最佳導演                                | 導演：張榮吉     | 獲獎        |      |
| 評審團推薦獎                            | 鄭開元           | 獲獎        |      |
| 2015年 美國 華盛頓國際影展(FILMFEST DC) |                  |             |      |
| 影展                                    |                  |             |      |
| 2015年 新加坡 華語電影節                |                  |             |      |
| 影展                                    |                  |             |      |

## 外部連結
- 電影官方FaceBook粉絲團 《共犯》 （页面存档备份，存于）的資料
- 電影官方Youtube影音頻道 《共犯》 （页面存档备份，存于）的資料
- 互联网电影数据库（IMDb）上《Partners In Crime (共犯)》的资料（英文）
- 開眼電影網上《共犯》的資料（繁體中文）
- 豆瓣电影上《共犯》的資料 （简体中文）
- 2014台北電影節《共犯》的資料